# Holzbronze

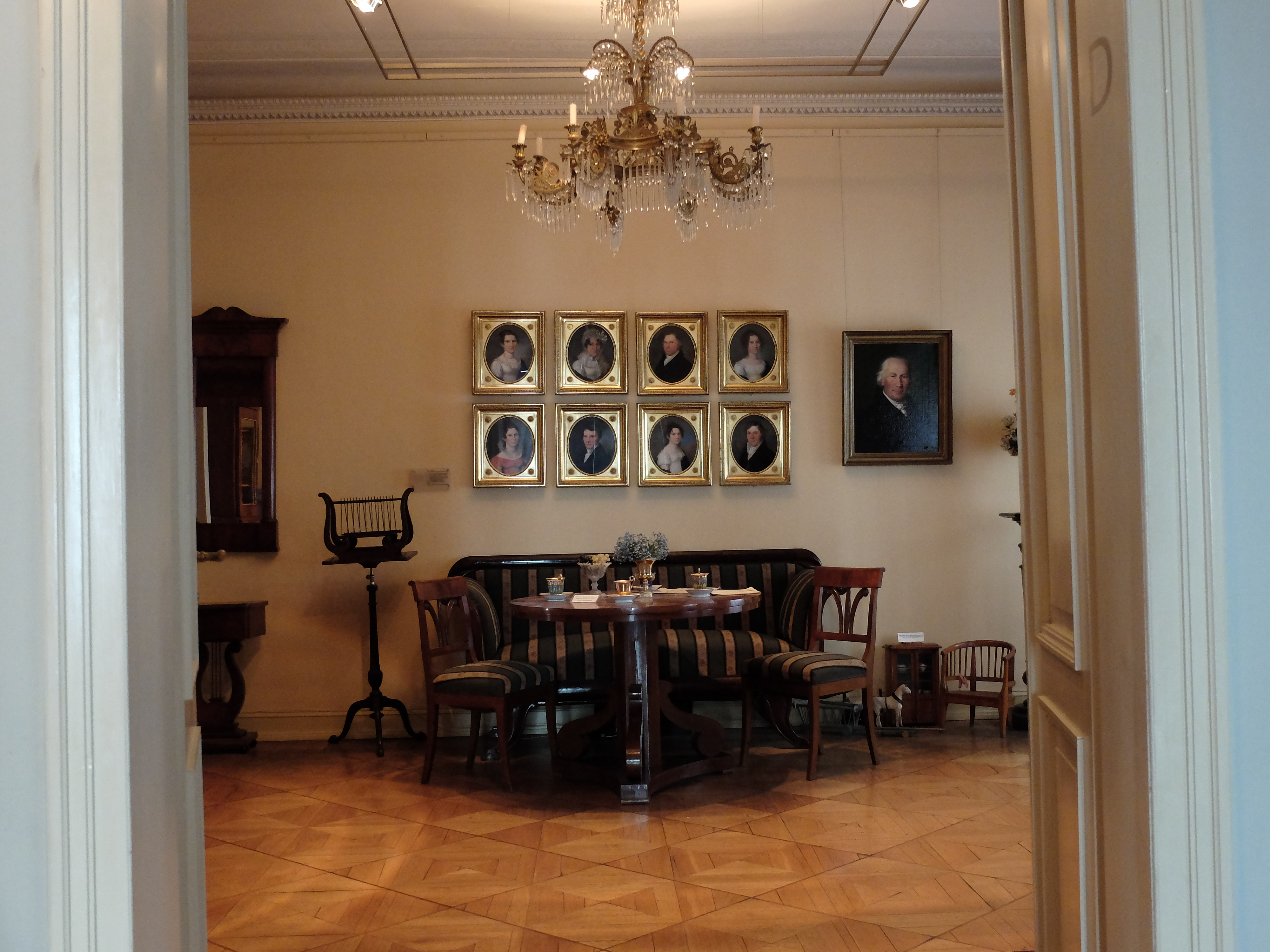
Kronleuchter aus Holzbronze im Knoblauchhaus, Berlin

Holzbronze ist ein Stuck-artiger, fester und leichter Werkstoff, der dünnwandig verarbeitet werden konnte. Er wurde im frühen 19. Jahrhundert für Kronleuchter, Kandelaber, Möbel- und Wandverzierungen verwendet.
Holzbronze war als Ersatzmaterial für gegossene Bronze gedacht, sie kostete lediglich „den 8ten Theil derselben“.
Der Begriff  Holzbronze kam bei Schinkel aber auch in einer anderen Bedeutung zum Ausdruck. Hier nicht zu verwechseln mit der bronzierten Holzmasse von Carl August Mencke.
Gemeint sind die zahlreichen sogenannten Holzbronze-Kronenleuchter die Schinkel für den günstigen Verkauf schuf. Deren Tragringe und Baldachine bestanden aus geschnitztem Holz das bronziert wurden. Die Fassungen waren Polimentversilbert (Blattsilber) und mit gelber Firnis überzogen gegen die Oxydation des Silbers. Durch dieses Verfahren erhielten die produzierten Kronleuchter eine dauerhafte Messingoptik. Diese Technik wurde und wird auch für die Verzierung von Spiegel- und Bilderrahmen verwendet.

## Herstellung
Die Mischung aus gemahlenen Sägespäne (vor allem Mahagoni) und Töpferton, Leim und Harz sowie Wasser wurde in Formen gepresst, an der Luft getrocknet und anschließend auf der Drehbank nachbearbeitet.
Es war eher eine Stuck-Tonmischung, der Holzanteil war gering.
Holzbronze oder Holzmasse war ein frühes Ersatzmaterial der Industrialisierung. Der Werkstoff war preiswert und für verschiedene Produkte verwendbar.

## Geschichte
Die Berliner Holzbronzefabrik von Carl August Mencke hatte großen Anteil an den innenarchitektonischen Schöpfungen von Karl Friedrich Schinkel.
Holzbronze wurde um 1810 von den ehemaligen KPM-Mitarbeitern Mencke und Schwitzky entwickelt und in der von ihnen gegründeten Fabrik hergestellt. 1815 erteilte Friedrich Wilhelm III. ein Verfahrenspatent, das der Firma die alleinige Anwendung von Holzbronze für mehrere Jahre erlaubte. In Wien wurde 1812 der Einrichtungsfirma Danhauser ein ähnliches Patent erteilt.
Das Unternehmen Mencke kann als Behindertenwerkstatt verstanden werden, denn es beschäftigte „verkrüppelte und schwache Personen“: 1819 arbeiteten 29 Kriegsinvaliden dort, die Mencke „mühsam eingeübt“ hatte und „die in dieser Thätigkeit Unterstützung, Gewinn und Beschäftigung“ fanden.
Es wurden vor allem innenarchitektonische Zierelemente, Kronleuchter und Wandleuchter, Kandelaber, Bilder- und Spiegelrahmen, Podeste und Schmuckgefäße sowie Werkstücke für Möbeltischler hergestellt.
Mencke hatte viele innenarchitektonische Projekte Schinkels mit vorgefertigten Dekorationselementen beliefert. Die Palais‘ der preußischen Prinzen August und Friedrich, aber auch die königlichen Schlösser in Potsdam und Berlin sowie das Berliner Schauspielhaus.
Nach 1825 bevorzugte Schinkel Werkstoffe wie den Zinkguss von Geiß oder die „Steinpappe“ von Gropius.
Mencke produzierte in den 1830er und 1840er Jahren Kronleuchter mit vergoldeten Reifenkronen und Glasbehang.
Hier bestehen die Kerzentüllen aus Holzbronze.

## Erhaltene Objekte

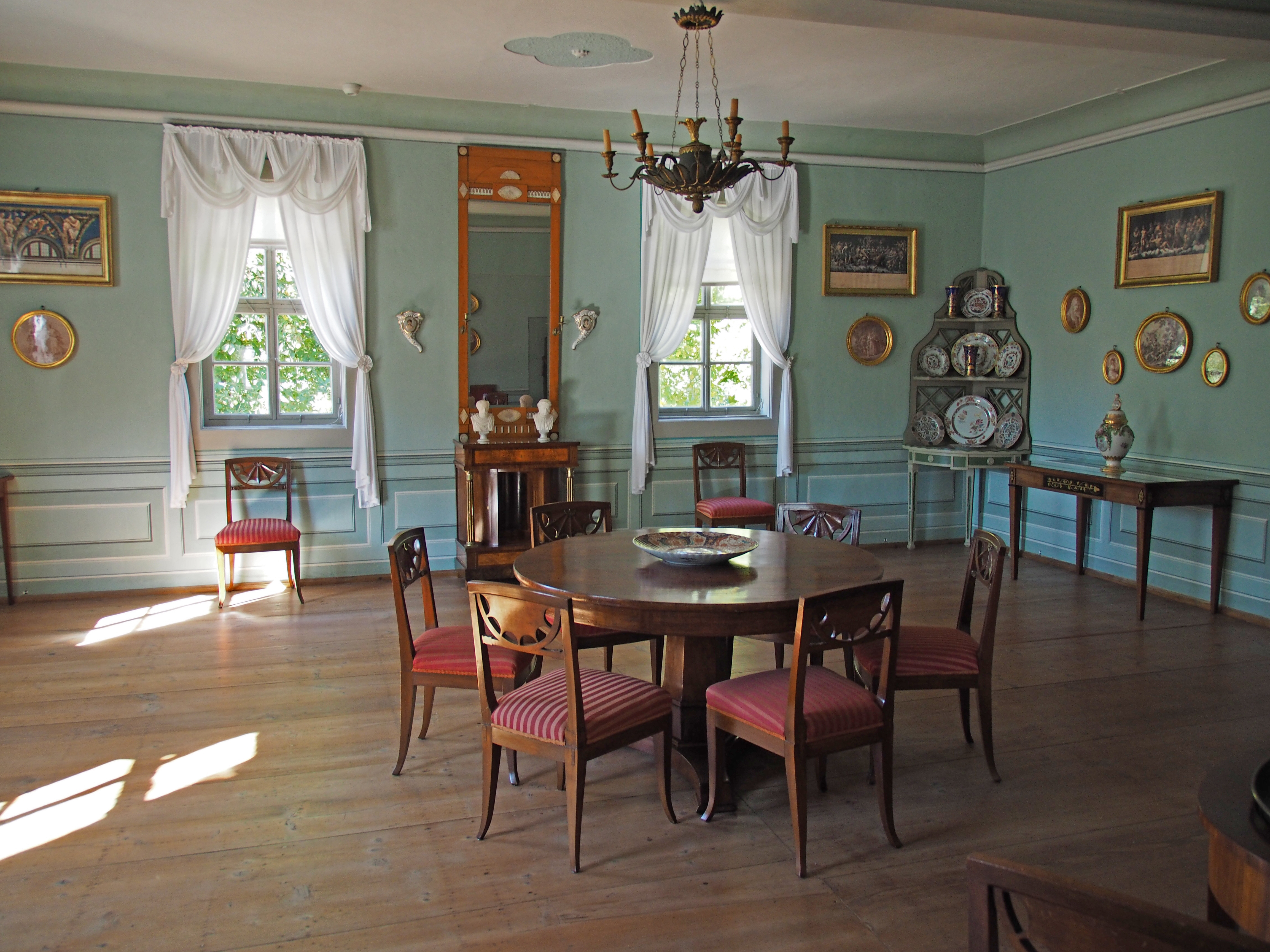
Holzbronze-Kronleuchter im Schloss Tiefurt

Holzbronze von Mencke sind heute vor allem bei Kron- und Wandleuchtern erhalten.
Bei den Kronleuchtern sind das gefäßförmige Objekte von antikisierender Schalenform: Das von Schinkel entworfene Grundmodell wurde durch Tüllenhalter variiert, beispielsweise durch Sphinx-Büsten, Schwäne, Elefantenköpfe und Drachen. Diese Leuchter sind oft schwarzgrün gefasst wie patinierte Bronze. Im Schloss Tiefurt bei Weimar sind viele Leuchter aus dem Jahr 1822 erhalten, ebenso im Knoblauchhaus in Berlin.
Eine andere Grundform besteht aus einer gedrechselten Holzschale und angesetzter eiserner Leuchterarme, die beide oft mit aufgeklebten Holzmasse-Elementen und Metallapplikationen verziert sind.